# Симитар
Симитар, је једносекло повијено хладно оружје персијског порекла. У дубровачким докуметима се јавља као симитар (итал. scimitara). Термин је дошао из Персије вероватно од речи симдар (онај који држи сребро), мада је могуће да је термин имао везе и са персијском речју shemshir (мач).
Овакав тип оружја раширио се по Европи после крсташких ратова и монголских упада, као тип најстаријег азијског кривог мача. У истанбулском музеју Топкапи налази се османски примерак из XV века који личи на на сечива рецентних непалских и тибетанских мачева, тзв. кора.
Први пут се симитар у Србији помиње 1428. године у тестаменту Никше Милосаљића-Прситац (дубровачки трговац) који је умро у Приштини. Ширу намену добио је у учесталим борбама са Османлијама. Постојале су две врсте симитара: једна је симитар без етничке ознаке, а други османски симитар.
Ово оружје је понекад украшавано сребром, као и корице у којима је ношен симитар.